# Underground (banda sonora)
Underground es un álbum de música compuesto por Goran Bregović para la película Underground (1995) del director Emir Kusturica. Fue lanzado en 1995 simultáneamente al estreno del film e incluye tanto temas utilizados en la película como composiciones adicionales. La banda sonora obtuvo reconocimiento por su  mezcla de música tradicional balcánica.

## Antecedentes
En mayo de 1995, Underground ganó la Palma de Oro en el Festival de Cannes, destacando por su contenido satírico sobre la historia de Yugoslavia y por su música. El director Emir Kusturica y Goran Bregović ya habían colaborado previamente en filmes como El tiempo de los gitanos (1989), donde Bregović fusionó rock y folclore gitano. Tras la disolución de su famosa banda de rock Bijelo Dugme, Bregović se enfocó en componer para cine integrando música tradicional de los Balcanes. En Underground, la música original de Bregović juega un rol protagónico: además de ambientar la trama con sonidos autóctonos, funciona como “un personaje más de la historia”. Kusturica concibió numerosas escenas con músicos en pantalla, de modo que la banda sonora y la narración fílmica se entrelazan constantemente. Bregović compuso nuevos temas y adaptó melodías populares para reflejar la caótica historia balcánica que retrata la película, cuyo subtítulo es significativamente “Érase una vez un país”.

## Estilo musical
La película presenta constantemente una banda de metales en escena (visible en bodas, fiestas e incluso persecuciones), enfatizando el carácter festivo y trágico de la narrativa balcánica. El álbum Underground se caracteriza por el estilo čoček, un ritmo tradicional de danza gitana de los Balcanes que destaca por sus metales (trompetas, tubas, percusión). Bregović fusiona en el soundtrack diversos géneros e influencias musicales: música folk balcánica (sones gitanos serbios, rumanos y macedonios), música de bodas y funerales (típica fanfarria de metales), e incluso elementos de música clásica y tango. Por ejemplo, piezas instrumentales como «Underground Tango» incorporan el estilo del tango tradicional, mientras que «War» y «The Belly Button of the World» son composiciones más orquestales con coro, dotadas de tono dramático. En contraste, «Ausencia» explora la morna (género musical de Cabo Verde) al ser interpretada por la cantante Cesária Évora en idioma portugués. Varios temas están basados en melodías populares de la región: «Kalašnjikov», el vibrante tema principal, fue compuesto por Bregović incorporando partes de la tonada folklórica balcánica conocida como “Ševa” («la alondra»); asimismo, «Cajesukarije-Čoček» es una adaptación de la canción gitana macedonia «Čaje Šukarije», popularizada por Esma Redžepova en los años 60. La música oscila entre momentos alegres y frenéticos (ej. fanfarrias de boda) y pasajes melancólicos o solemnes, reflejando la mezcla de comicidad y tragedia presente en la película. Esta banda sonora, profundamente arraigada en el folklore yugoslavo, contribuyó a difundir internacionalmente la llamada “música balcánica”, inspirando a numerosas bandas fuera de la región.

## Intérpretes y colaboradores
Gran parte del sonido de Underground proviene de la colaboración de reconocidas orquestas balcánicas de metales. En la grabación participaron dos fanfarrias romaníes de Serbia: la Orquesta de Boban Marković y la orquesta de Slobodan Salijević, cuyas secciones de trompetas y percusión interpretan la mayoría de los temas instrumentales. Estas bandas, típicas de bodas y festivales en los Balcanes, aportan la energía característica del čoček. Junto a ellas, Bregović integró músicos sinfónicos: la Orquesta de la Radio Televisión de Belgrado y un coro clásico aparecen en pistas como «War» y «The Belly Button of the World», bajo la dirección del maestro Bojan Suđić. En el plano vocal, destaca la colaboración de Cesária Évora, célebre cantante caboverdiana, quien presta su voz en «Ausencia» aportando un matiz de world music. También participa el cantante serbio Zdravko Čolić, encargado de algunas voces masculinas en la banda sonora. Goran Bregović, además de componer y arreglar, dirigió la producción musical del álbum y suele interpretar en concierto varios de estos temas con su propia Banda de Bodas y Funerales (formación inspirada en las fanfarrias tradicionales). 

## Lista de canciones
1. «Kalašnjikov» – 3:21. Tema principal compuesto por Goran Bregović; mezcla música original con la melodía tradicional balcánica “Ševa” (también conocida como «Ciocărlia», una danza rumana).
2. «Ausencia» (con Cesária Évora) – 3:48. Balada de influencia caboverdiana (morna). Música compuesta por Bregović y letra en portugués escrita por el poeta Teófilo Chantre especialmente para la voz de Évora.
3. «Mesečina / Moonlight» – 3:58. Canción en serbio de tono nostálgico. La letra fue escrita por el guionista Dušan Kovačević junto al director Emir Kusturica, y la música es de Bregović (con créditos compartidos con Šaban Bajramović, indicando inspiración en un motivo gitano.
4. «Ya Ya (Ringe Ringe Raja)» – 2:28. Versión adaptada de la canción de rhythm and blues «Ya Ya» (1961), popularizada por el cantante estadounidense Lee Dorsey. Bregović incorporó esta pieza de los años 60 en clave balcánica; en los créditos figura como compuesta por Clarence Lewis, Morris Levy y Lee Dorsey (autores originales).
5. «Cajesukarije-Čoček» – 3:31. Adaptación instrumental de «Čaje Šukarije», un conocido tema tradicional romaní de Macedonia escrito e interpretado originalmente por Esma Redžepova en 1961.
6. «Wedding-Čoček» – 4:24. Pieza instrumental de fiesta que recrea la música típica de una boda balcánica (wedding čoček). Es de origen tradicional (melodía folklórica anónima) arreglada por Bregović.
7. «War» – 6:36. Composición original de Goran Bregović. Es un corte instrumental de carácter dramático, donde interviene la orquesta sinfónica y un coro. El tema evoca musicalmente la tensión bélica retratada en la película (ambientada durante la Segunda Guerra Mundial y la Guerra Fría).
8. «Underground-Čoček» – 4:24. Tema instrumental basado en una tonada tradicional serbia (folklore, acreditada como Trad.). Este čoček, de ritmo animado, contiene arreglos de Bregović que aluden a la canción popular «Stani, stani, Ibar vodo».
9. «Underground Tango» – 5:10. Composición original de estilo tango. Es un número instrumental donde Bregović incorpora acordeón y motivos de tango argentino mezclados con instrumentación balcánica. Aparece en la película durante una secuencia de baile, reflejando la influencia cosmopolita en la música yugoslava de posguerra.
10. «The Belly Button of the World» – 5:39. Tema original compuesto por Bregović. De carácter solemne, interpretado por la orquesta de Belgrado con coro (créditos mencionan “The Chorus”). El título (que se traduce como "El ombligo del mundo") alude metafóricamente a la ubicación central de los Balcanes en la trama.
11. «Ševa» – 1:21. Breve pieza instrumental tradicional (Ševa significa “alondra” en serbocroata). Es la melodía folklórica balcánica (de origen rumano) en la que se inspira «Kalašnjikov», aquí presentada en versión pura. Acreditada como tema tradicional sin autor específico, sirve de epílogo musical del álbum.

## Lanzamiento, recepción e impacto
El álbum Underground fue publicado en 1995 por Mercury/PolyGram, acompañando la exhibición de la película en Europa. En años posteriores tuvo lanzamientos internacionales, incluyendo una edición en Estados Unidos en el 2000. La banda sonora recibió elogios por su autenticidad y energía, contribuyendo al éxito de la película. Comercialmente, tuvo buena acogida en diversos países; en Grecia obtuvo la certificación de disco de oro por más de 37 000 copias vendidas. Críticos musicales destacaron cómo Bregović logró captar la esencia multicultural de los Balcanes, fusionando ritmos gitanos con estilos internacionales de forma accesible al público global. Varios temas trascendieron el filme y pasaron a formar parte del repertorio festivo en la región balcánica – por ejemplo, «Mesečina» y «Kalašnjikov» son ejecutadas habitualmente por orquestas de metales en bodas y celebraciones locales.
El impacto cultural de Underground fue significativo en la difusión de la música balcánica a nivel mundial. Tras el éxito del film, se suscitó un mayor interés internacional por las fanfarrias gitanas y la música balcánica fusionada con estilos modernos. Goran Bregović se consolidó como uno de los principales exponentes de este género emergente, llevando de gira su Wedding and Funeral Band y colaborando con artistas de diferentes países. 